# Phaseolaster
 Phaseolaster   G.L.Nesom, 2020 è un genere di piante angiosperme dicotiledoni della famiglia delle Asteraceae, sottofamiglia Asteroideae, tribù Astereae (Aster lineage) e sottotribù Brachyscominae.

## Etimologia
Il nome scientifico del genere è stato definito dal botanico Guy L. Nesom (1945-) nella pubblicazione " Phytoneuron. Digital Publications in Plant Biology" ( Phytoneuron 2020-93: 1) del 2020. Il nome di questo genere inizialmente era  Phaseolaria, poi cambiato in quello attuale in quanto Phaseolaria Printz, 1921 è un genere di alghe della famiglia delle Chlorococcaceae F.F.Blackman & Tansley, 1902.

## Descrizione

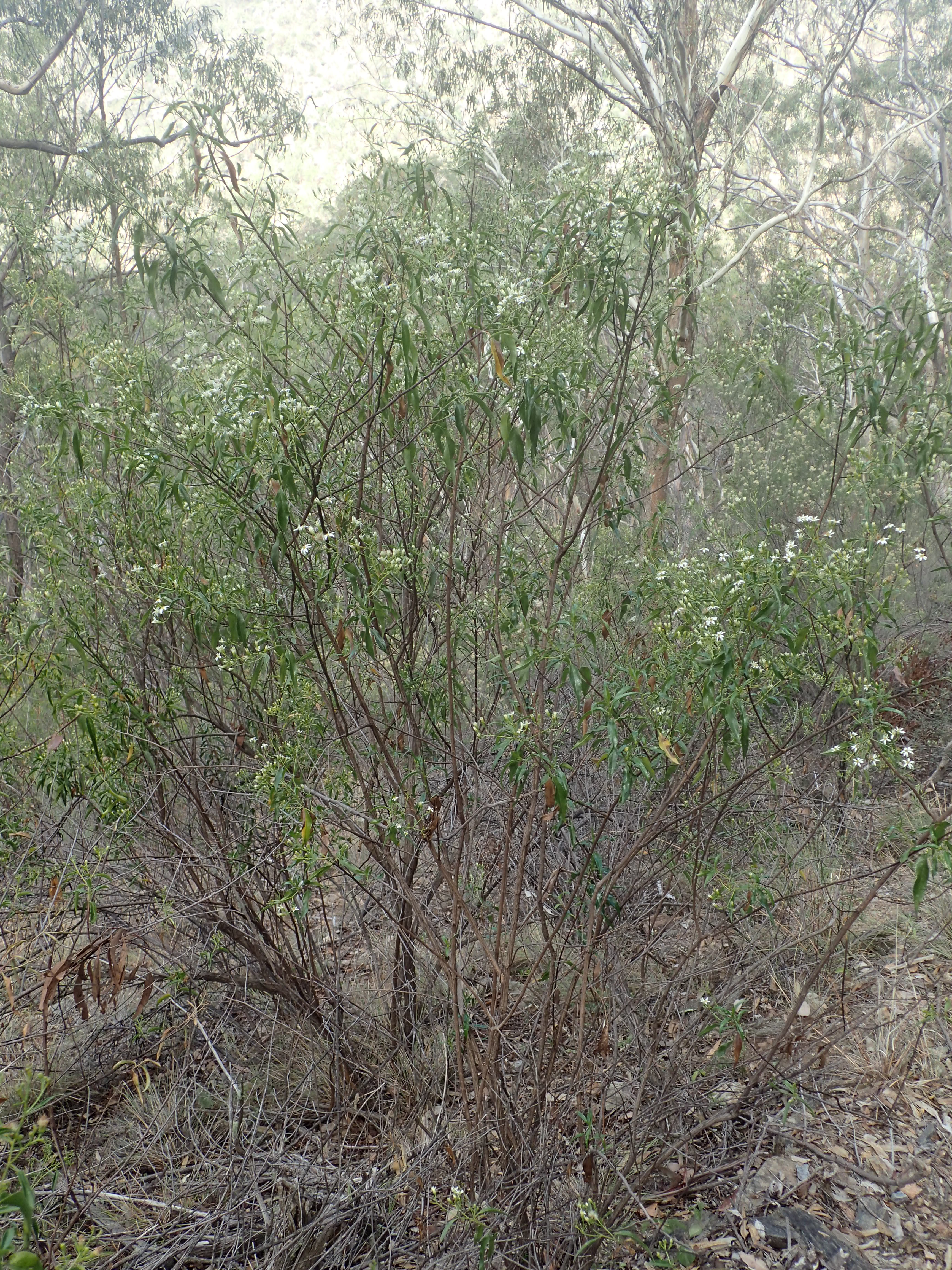
Il portamento
Phaseolaster elliptica

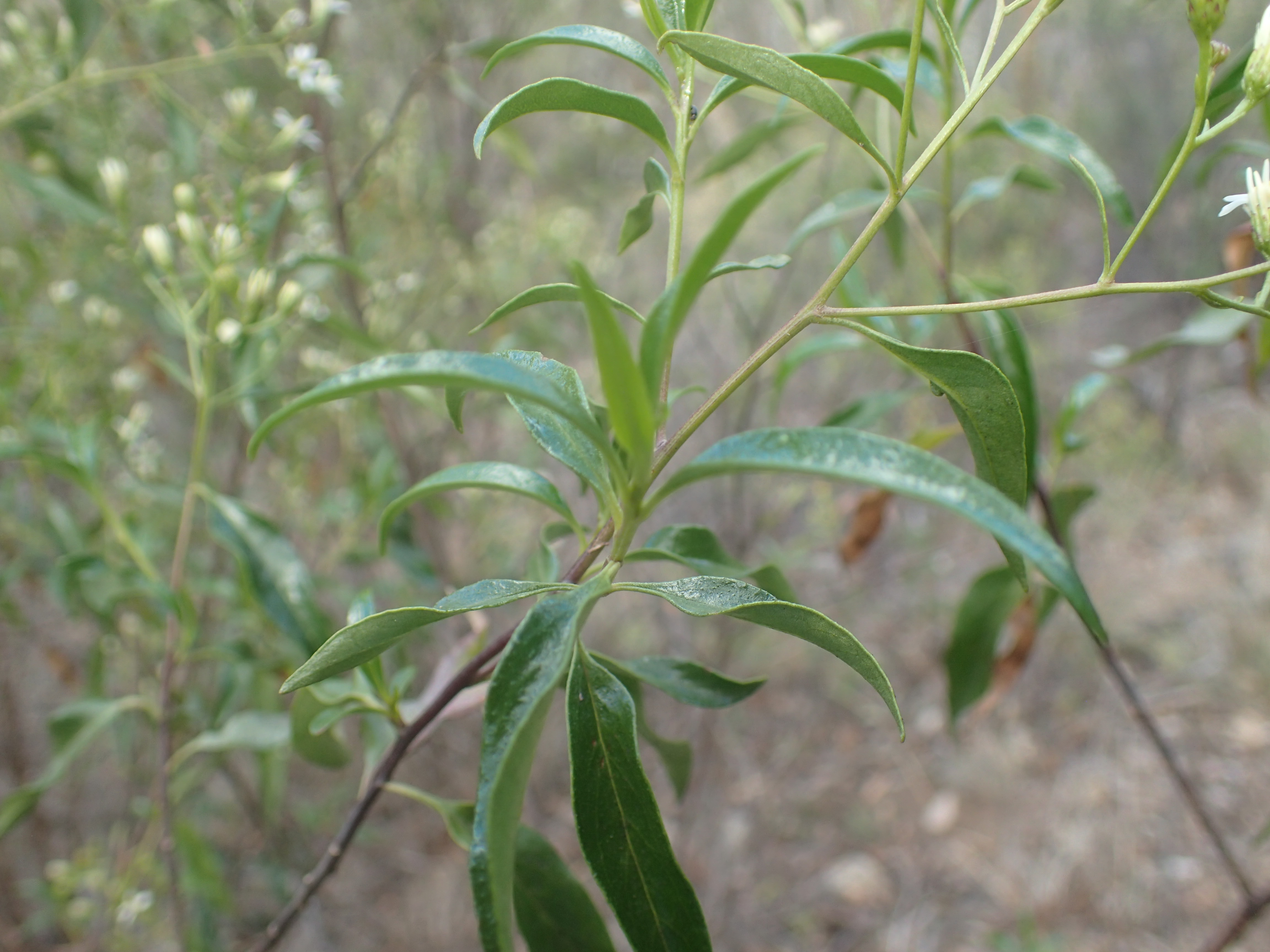
Le foglie
Phaseolaster elliptica

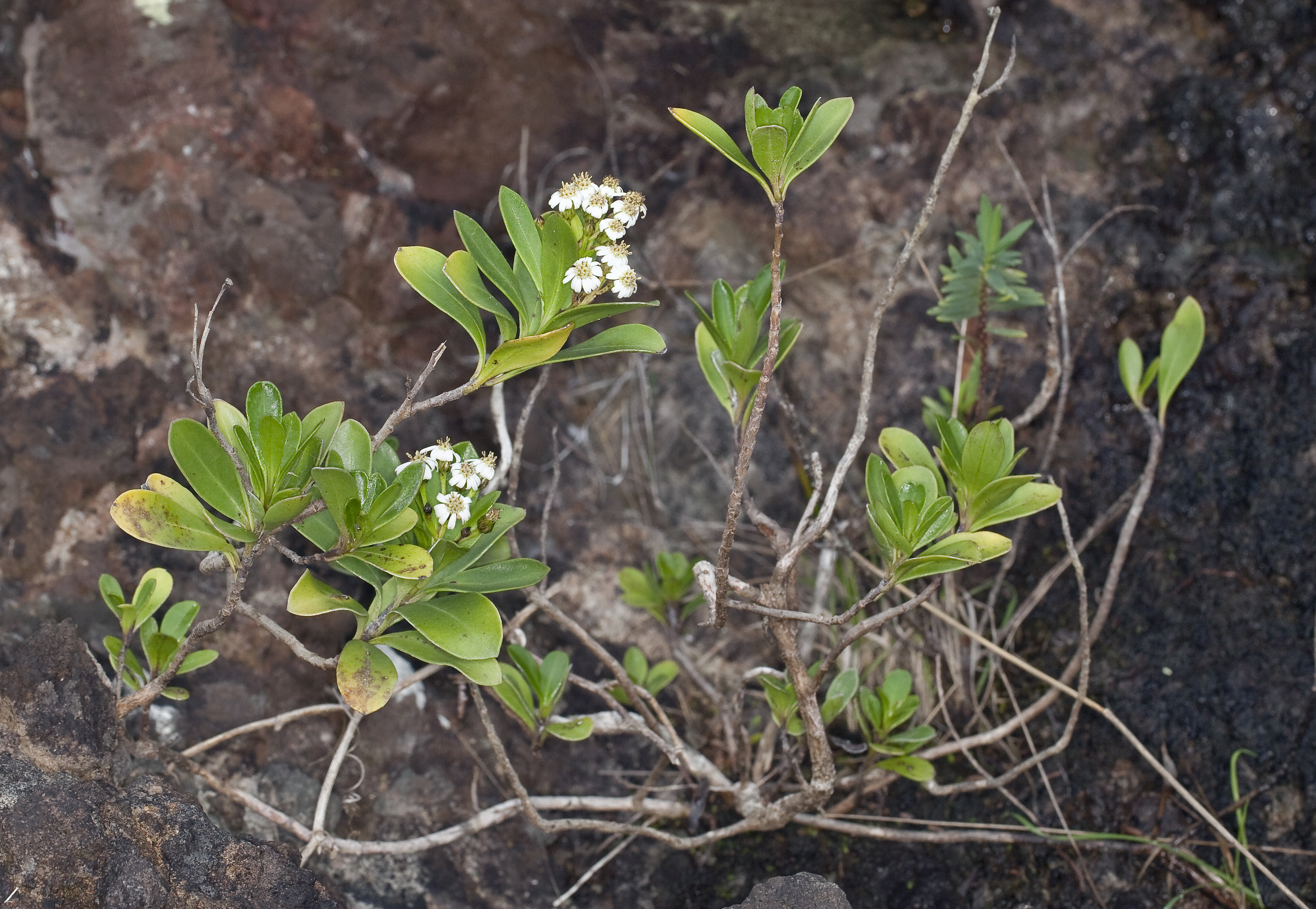
Infiorescenza
Phaseolaster praetermissa

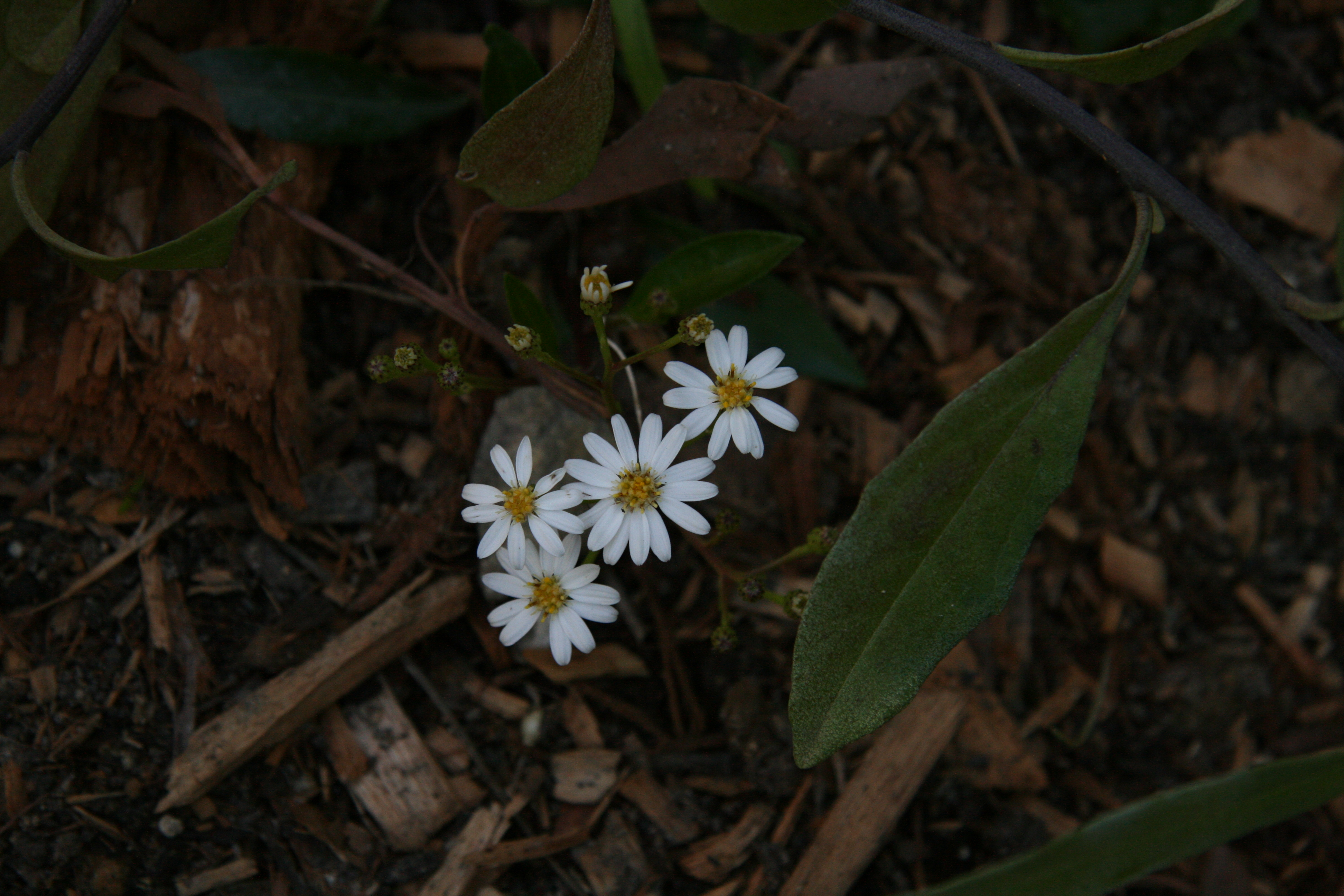
I fiori
Phaseolaster elliptica

Portamento. Le specie di questo genere hanno un habitus di tipo arbustivo. Le superfici sono glabre, ghiandolari e da viscose a resinose.
Fusto. La parte aerea è eretta, semplice o ramosa.
Foglie. Le foglie, cauline, sono disposte in modo alternato e sono picciolate in modo non decorrente. La lamina è semplice con forme da strettamente ellittiche a lanceolate, oblanceolate,
obovate o ovate; i margini sono interi. Lunghezza delle foglie: 2,5 - 11 cm. Lunghezza del picciolo: 4 - 17 mm.
Infiorescenza. Le sinflorescenze sono composte da alcuni capolini raggruppati in corimbi. Le infiorescenze vere e proprie sono composte da un capolino terminale peduncolato bratteato di tipo radiato con fiori eterogami. I capolini sono formati da un involucro, con forme brevi-cilindriche, composto da diverse brattee, al cui interno un ricettacolo fa da base ai fiori di due tipi: fiori del raggio e fiori del disco. Le brattee, con forme strettamente ellittico-lanceolate e a consistenza erbacea, sono disposte in modo più o meno embricato e fortemente scalate su 3 - 4 serie. Il ricettacolo, poco alveolato, in genere è nudo ossia senza pagliette a protezione della base dei fiori; la forma varia da piatta a convessa. Lunghezza dei peduncoli: 5 - 23 mm. Larghezza degli involucri: 4,5 - 6 mm.
Fiori.  I fiori sono tetra-ciclici (formati cioè da 4 verticilli: calice – corolla – androceo – gineceo) e pentameri (calice e corolla formati da 5 elementi). Si distinguono in:
- fiori del raggio (esterni) da 6 a 20 per capolino: sono femminili e sono disposti su una sola serie; la forma è ligulata (zigomorfa); le ligule sono lunghe 2,2 – 9 mm;
- fiori del disco (centrali): sono più numerosi con forme brevemente tubulose (attinomorfe); sono ermafroditi; le corolle sono lunghe 3,5 – 4,5 mm.

- Formula fiorale:

*/x K {\displaystyle \infty }, [C (5), A (5)], G 2 (infero), achenio
- Calice: i sepali del calice sono ridotti ad una coroncina di squame.

- Corolla: la forma della corolla alla base è più o meno imbutiforme, mentre all'apice è ligulata a 5 (raramente 3) denti (i fiori del raggio) o brevemente tubolare con 5 (raramente 4) lobi (i fiori del disco); i lobi, patenti o eretti, hanno una forma deltata o più o meno lanceolata. I colori della corolla sono giallo (i fiori del disco) e bianco o lilla (i fiori del raggio).

- Androceo: l'androceo è formato da 5 stami sorretti da filamenti generalmente liberi; gli stami sono connati e formano un manicotto circondante lo stilo; le teche (produttrici del polline) alla base sono troncate e sono lievemente auricolate (molto raramente sono speronate o hanno una coda); le appendici apicali delle antere hanno delle forme piatte e lanceolate; il tessuto endoteciale (rivestimento interno dell'antera) è quasi sempre polarizzato (con due superfici distinte: una verso l'esterno e una verso l'interno). Il polline è sferico con un diametro medio di circa 25 micron;  è tricolporato (con tre aperture sia di tipo a fessura che tipo isodiametrica o poro) ed è echinato (con punte sporgenti).[9][12]

- Gineceo: l'ovario è infero uniloculare formato da 2 carpelli.[5] Lo stilo (il recettore del polline) è profondamente bifido (con due stigmi divergenti) e con le linee stigmatiche marginali separate.[13] I due bracci dello stilo hanno una forma deltoide e sono papillosi o ricoperti da ciuffi di peli.

Frutti. I frutti sono degli acheni con un scarso pappo; in alcune specie è presente un certo dimorfismo (gli acheni dei fiori del raggio differiscono dagli acheni dei fiori del disco);
- achenio: gli acheni, con forme sub-cilindriche, sono lateralmente compressi (piatti) con 4 - 5 nervature laterali; la superficie è scarsamente strigosa e/o ghiandolosa; la parete dell'achenio è formata da celle contenenti rafidi ma prive di fitomelanina; il carpoforo normalmente è anulare; sono presenti setole con punte a forma di ancora; gli acheni sono lunghi 1,6 – 3,2 mm;
- pappo: il pappo è formato da una serie di 15 - 30 setole lunghe 2,3 - 5 mm. A volte esternamente sono presenti alcune minute scaglie lunghe 0,4 - 0,5 mm.[9]

## Biologia
Impollinazione: l'impollinazione avviene tramite insetti (impollinazione entomogama tramite farfalle diurne e notturne).

Riproduzione: la fecondazione avviene fondamentalmente tramite l'impollinazione dei fiori (vedi sopra).

Dispersione: i semi (gli acheni) cadendo a terra sono successivamente dispersi soprattutto da insetti tipo formiche (disseminazione mirmecoria). In questo tipo di piante avviene anche un altro tipo di dispersione: zoocoria. Infatti gli uncini delle brattee dell'involucro (se presenti) si agganciano ai peli degli animali di passaggio disperdendo così anche su lunghe distanze i semi della pianta. Inoltre per merito del pappo il vento può trasportare i semi anche a distanza di alcuni chilometri (disseminazione anemocora).

## Distribuzione e habitat
Le specie di questo genere sono distribuite in Australia.

## Sistematica
La famiglia di appartenenza di questa voce (Asteraceae o Compositae, nomen conservandum) probabilmente originaria del Sud America, è la più numerosa del mondo vegetale, comprende oltre 23.000 specie distribuite su 1.535 generi, oppure 22.750 specie e 1.530 generi secondo altre fonti (una delle checklist più aggiornata elenca fino a 1.679 generi). La famiglia attualmente (2021) è divisa in 16 sottofamiglie; la sottofamiglia Asteroideae è una di queste e rappresenta l'evoluzione più recente di tutta la famiglia.

### Filogenesi
La tribù Astereae comprende circa 40 sottotribù. In base alle ultime ricerche nella tribù sono stati individuati (provvisoriamente) 5 principali lignaggi:
- Basal grade: include alcuni generi isolati, il gruppo "South American-Oceania",  alcune sottotribù africane e il gruppo dei generi legnosi del Madagascar.
- Bellis lineage: comprende le sottotribù eurasiatiche e una sottotribù africana.
- Aster lineage: include i generi asiatici di Asterinae e i principali gruppi dell'Australia e dell'Oceania.
- Baccharis lineage: include alcuni gruppi sudamericani.
- North American lineage: include la vasta gamma di sottotribù del Nordamerica, Messico e alcuni gruppi distribuiti nel Sudamerica.

Il genere  Phaseolaster  (insieme alla sottotribù Brachyscominae) è incluso nel Aster lineage i cui caratteri principali sono: la base delle antere sono prive di code e non sono calcarate (speronate); le linee stigmatiche dei bracci dello stilo sono totalmente separate; i due bracci dello stilo hanno una forma breve o allungata da lanceolata a deltoide e possono essere papillosi o ricoperti da ciuffi di peli (all'esterno, mentre all'interno sono glabri). La distribuzione della maggior parte delle specie di questo gruppo è nelle regioni temperate nord e sud.
La sottotribù Brachyscominae comprende oltre trenta generi suddivisi nei seguente gruppi:
- Brachyscome group
- Calotis group
- Vittadinia group
- Elachanthus group
- Incertae sedis
- Olearia Moench sensu stricto
- Unresolved Olearia segregates

 Phaseolaster   è incluso nel gruppo "Unresolved Olearia segregates  " insieme ai generi Ephedrides - Neolaria - Muellerolaria- Walsholaria - Landerolaria - Linealia - Vicinia - Wollemiaster - Spongotrichum. Questi generi recentemente sono stati segregati dal grande genere polifiletico Olearia Moench.
I caratteri distintivi del genere di questa voce sono:
- il portamento delle specie di questo genere è arbustivo;
- le foglie sono grandi, a disposizione alterna, picciolate, glabre e punteggiate di ghiandole viscoso-resinose;
- le sinflorescenze sono composte da piccoli capolini raccolti in formazioni corimbose.

### Elenco delle specie
Questo genere ha 3 specie:
- Phaseolaster elliptica (DC.) G.L.Nesom
- Phaseolaster fulgens  (A.R.Bean) G.L.Nesom
- Phaseolaster praetermissa  (P.S.Green) G.L.Nesom

### Sinonimi
Sono elencati alcuni sinonimi per questa entità:
- Phaseolaria G.L.Nesom